# Kohlbergspitze
De Kohlbergspitze is een berg in deelstaat Tirol, Oostenrijk. De berg heeft een hoogte van 2.202 meter.
De Kohlbergspitze is onderdeel van de Danielkamm, dat weer deel uitmaakt van de Ammergauer Alpen.